# Histoire philatélique et postale du Gabon
Cet article est une introduction à l'histoire postale et philatélique du Gabon.

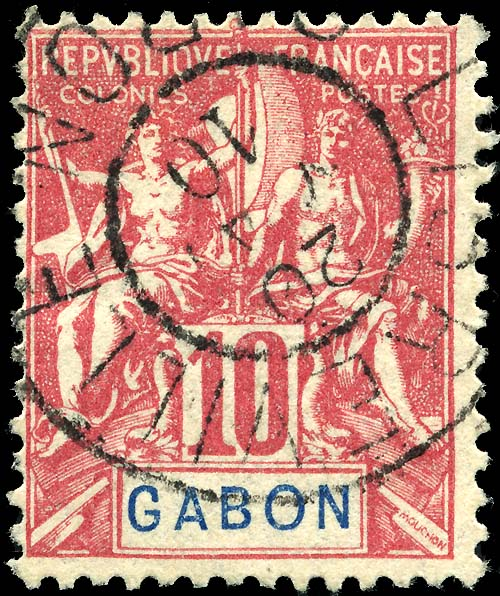
Timbre de 10 centimes de type Groupe, oblitéré à Libreville en 1910.

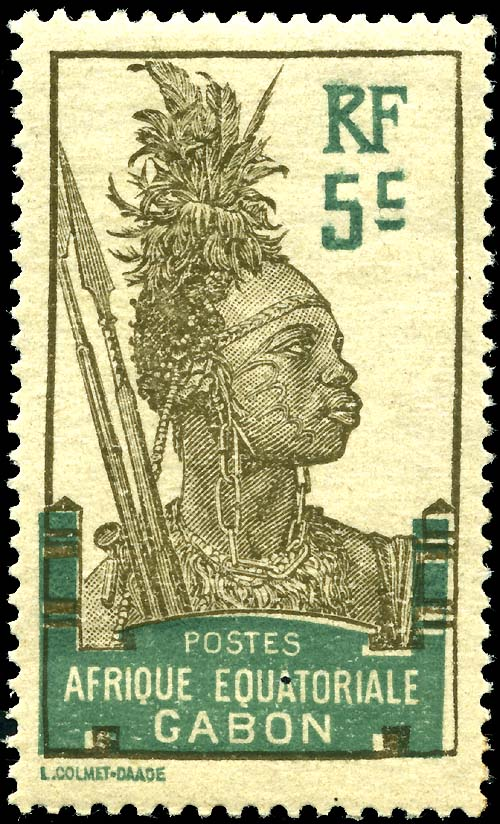
Un guerrier fang, 5c, 1910

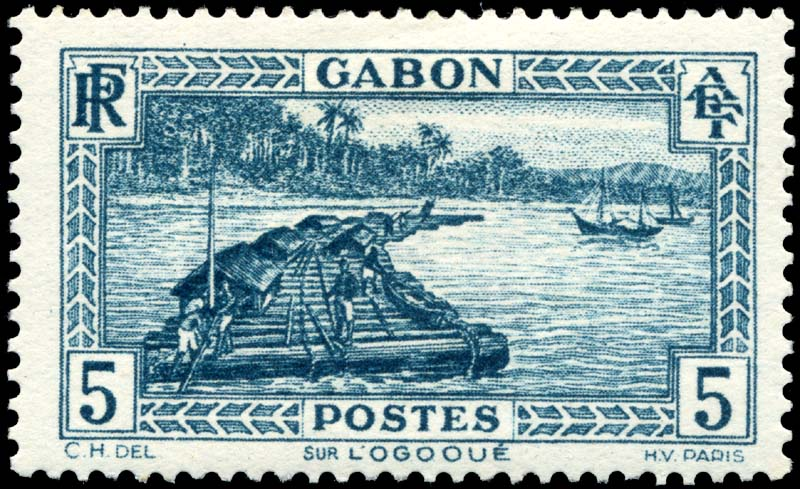
Un timbre de 5 centimes de 1932

## Les débuts du système postal gabonais
Le premier bureau de poste a été installé à Libreville en 1862. Le courrier était alors routé via le bureau de poste britannique de Fernando Póo (maintenant appelé Bioko). On utilisait les timbres généraux des colonies. Les oblitérations étaient réalisées par un cachet de type « rectangle de points » avec le code à trois lettres GAB.